# Grand Prix Austrii 1975
Grand Prix Austrii 1975 (oryg. Memphis Grosser Preis von Österreich), Grand Prix Europy 1975 – 12. runda Mistrzostw Świata Formuły 1 w sezonie 1975, która odbyła się 17 sierpnia 1975, po raz szósty na torze Österreichring.
13. Grand Prix Austrii, siódme zaliczane do Mistrzostw Świata Formuły 1.
Wyścig został przerwany po 58 minutach na skutek ulewnego deszczu. Podczas ostatniej sesji treningowej przez wyścigiem zdarzył się wypadek, w wyniku którego zmarł Mark Donohue.

## Opis
Po wypadku w Hiszpanii do ścigania się wrócił Rolf Stommelen. Chris Amon wrócił do zespołu Ensign.
Podczas sesji treningowej przed kwalifikacjami Wilson Fittipaldi miał wypadek, na skutek którego złamał dwie kości ręki.
Pole position do wyścigu po raz siódmy w sezonie zdobył Niki Lauda. Dobrze w kwalifikacjach spisał się także debiutant, Brett Lunger w Heskecie. Podczas ostatniej sesji treningowej Brian Henton rozbił Lotusa po najechaniu na plamę oleju, a Mark Donohue po pęknięciu opony wyleciał z zakrętu i wjechał w słup podtrzymujący reklamę, a jego samochód został doszczętnie zniszczony. Na skutek tego wypadku zginęło 2 marshali. Donohue nie zginął na miejscu, będąc w stanie nawet samodzielnie wysiąść z bolidu, skarżył się jednak na bóle głowy, więc następnego dnia udał się do szpitala. Zmarł w szpitalu trzy dni po wypadku w wyniku wylewu krwi do mózgu.
Gdy kierowcy już ustawiali się do startu, pojawiły się doniesienia o deszczu z drugiej strony toru. To oraz fakt występowania burzowych chmur skłoniły kierowców do powrotu do boksów oraz zmiany opon na deszczowe.
Po 45 minutach kierowcy wystartowali. Prowadzenie objął Lauda, a za nim jechali James Hunt oraz Patrick Depailler. Mario Andretti wpadł w poślizg, a Bob Evans wycofał się z powodu awarii silnika. Vittorio Brambilla awansował na trzecie miejsce, a Ronnie Peterson – na czwarte.
Na 15 okrążeniu Lauda został wyprzedzony przez Hunta. Miał on jednak problemy z silnikiem napędzającym jego Hesketha, i wkrótce potem został wyprzedzony przez Brambillę. W tym czasie Peterson zjechał do boksów w celu naprawy uszkodzonej osłony. Jochen Mass stracił trzecią pozycję, a GPDA orzekła, że po 29 okrążeniach z 54 przewidzianych wyścig zostanie przerwany.
Wyścig wygrał Vittorio Brambilla, a wkrótce po przejechaniu linii mety rozbił swojego Marcha. Niektóre zespoły chciały wznowienia wyścigu, ale było to niemożliwe, ponieważ wywieszono flagę w czarno-białą szachownicę.
Było to jedyne zwycięstwo Brambilli w Formule 1. Z powodu przedwczesnego zakończenia wyścigu kierowcom przyznano jedynie połowę punktów.

## Lista startowa
| Nr | Kierowca           | Zespół                      | Samochód        | Silnik          | Opony |
| -- | ------------------ | --------------------------- | --------------- | --------------- | ----- |
| 1  | Emerson Fittipaldi | Marlboro Team McLaren       | McLaren M23     | Ford DFV 3.0 V8 | G     |
| 2  | Jochen Mass        | Marlboro Team McLaren       | McLaren M23     | Ford DFV 3.0 V8 | G     |
| 3  | Jody Scheckter     | Elf Team Tyrrell            | Tyrrell 007     | Ford DFV 3.0 V8 | G     |
| 4  | Patrick Depailler  | Elf Team Tyrrell            | Tyrrell 007     | Ford DFV 3.0 V8 | G     |
| 5  | Ronnie Peterson    | John Player Team Lotus      | Lotus 72E       | Ford DFV 3.0 V8 | G     |
| 6  | Brian Henton       | John Player Team Lotus      | Lotus 72E       | Ford DFV 3.0 V8 | G     |
| 7  | Carlos Reutemann   | Martini Racing              | Brabham BT44B   | Ford DFV 3.0 V8 | G     |
| 8  | Carlos Pace        | Martini Racing              | Brabham BT44B   | Ford DFV 3.0 V8 | G     |
| 9  | Vittorio Brambilla | Beta Team March             | March 751       | Ford DFV 3.0 V8 | G     |
| 10 | Hans-Joachim Stuck | Beta Team March             | March 751       | Ford DFV 3.0 V8 | G     |
| 11 | Clay Regazzoni     | Scuderia Ferrari SpA        | Ferrari 312T    | Ferrari 3.0 B12 | G     |
| 12 | Niki Lauda         | Scuderia Ferrari SpA        | Ferrari 312T    | Ferrari 3.0 B12 | G     |
| 14 | Bob Evans          | Stanley BRM                 | BRM P201        | BRM 3.0 V12     | G     |
| 16 | Tom Pryce          | UOP Shadow Racing Team      | Shadow DN5      | Ford DFV 3.0 V8 | G     |
| 17 | Jean-Pierre Jarier | UOP Shadow Racing Team      | Shadow DN7      | Matra 3.0 V12   | G     |
| 18 | John Watson        | Team Surtees                | Surtees TS16    | Ford DFV 3.0 V8 | G     |
| 20 | Jo Vonlanthen      | Frank Williams Racing Cars  | Williams FW03   | Ford DFV 3.0 V8 | G     |
| 21 | Jacques Laffite    | Frank Williams Racing Cars  | Williams FW04   | Ford DFV 3.0 V8 | G     |
| 22 | Rolf Stommelen     | Embassy Racing              | Hill GH1        | Ford DFV 3.0 V8 | G     |
| 23 | Tony Brise         | Embassy Racing              | Hill GH1        | Ford DFV 3.0 V8 | G     |
| 24 | James Hunt         | Hesketh Racing              | Hesketh 308B    | Ford DFV 3.0 V8 | G     |
| 25 | Brett Lunger       | Hesketh Racing              | Hesketh 308     | Ford DFV 3.0 V8 | G     |
| 27 | Mario Andretti     | Vel's Parnelli Jones Racing | Parnelli VPJ4   | Ford DFV 3.0 V8 | G     |
| 28 | Mark Donohue       | Penske Cars                 | March 751       | Ford DFV 3.0 V8 | G     |
| 29 | Lella Lombardi     | Lavazza March               | March 751       | Ford DFV 3.0 V8 | G     |
| 30 | Wilson Fittipaldi  | Copersucar                  | Fittipaldi FD03 | Ford DFV 3.0 V8 | G     |
| 31 | Chris Amon         | HB Bewaking Team Ensign     | Ensign N175     | Ford DFV 3.0 V8 | G     |
| 32 | Harald Ertl        | Warsteiner Brewery          | Hesketh 308     | Ford DFV 3.0 V8 | G     |
| 33 | Roelof Wunderink   | HB Bewaking Team Ensign     | Ensign N174     | Ford DFV 3.0 V8 | G     |
| 35 | Tony Trimmer       | Maki Engineering            | Maki 101C       | Ford DFV 3.0 V8 | G     |
| Nr | Kierowca           | Zespół                      | Samochód        | Silnik          | Opony |

## Wyniki

### Kwalifikacje
| P                       | Nr | Kierowca           | Konstruktor(-silnik) | Opony | Czas     | Odstęp   | Strata   |
| ----------------------- | -- | ------------------ | -------------------- | ----- | -------- | -------- | -------- |
| 1                       | 12 | Niki Lauda         | Ferrari              | G     | 1:34,850 | -        | -        |
| 2                       | 24 | James Hunt         | Hesketh-Ford         | G     | 1:34,970 | 0:00,120 | 0:00,120 |
| 3                       | 1  | Emerson Fittipaldi | McLaren-Ford         | G     | 1:35,210 | 0:00,240 | 0:00,360 |
| 4                       | 10 | Hans-Joachim Stuck | March-Ford           | G     | 1:35,380 | 0:00,170 | 0:00,530 |
| 5                       | 11 | Clay Regazzoni     | Ferrari              | G     | 1:35,410 | 0:00,030 | 0:00,560 |
| 6                       | 8  | Carlos Pace        | Brabham-Ford         | G     | 1:35,710 | 0:00,300 | 0:00,860 |
| 7                       | 4  | Patrick Depailler  | Tyrrell-Ford         | G     | 1:35,780 | 0:00,070 | 0:00,930 |
| 8                       | 9  | Vittorio Brambilla | March-Ford           | G     | 1:35,800 | 0:00,020 | 0:00,950 |
| 9                       | 2  | Jochen Mass        | McLaren-Ford         | G     | 1:36,120 | 0:00,320 | 0:01,270 |
| 10                      | 3  | Jody Scheckter     | Tyrrell-Ford         | G     | 1:36,140 | 0:00,020 | 0:01,290 |
| 11                      | 7  | Carlos Reutemann   | Brabham-Ford         | G     | 1:36,430 | 0:00,290 | 0:01,580 |
| 12                      | 21 | Jacques Laffite    | Williams-Ford        | G     | 1:37,600 | 0:01,170 | 0:02,750 |
| 13                      | 5  | Ronnie Peterson    | Lotus-Ford           | G     | 1:37,610 | 0:01,180 | 0:02,760 |
| 14                      | 17 | Jean-Pierre Jarier | Shadow-Ford          | G     | 1:37,620 | 0:00,010 | 0:02,770 |
| 15                      | 16 | Tom Pryce          | Shadow-Ford          | G     | 1:37,640 | 0:00,020 | 0:02,790 |
| 16                      | 23 | Tony Brise         | Hill-Ford            | G     | 1:37,690 | 0:00,050 | 0:02,840 |
| 17                      | 25 | Brett Lunger       | Hesketh-Ford         | G     | 1:37,870 | 0:00,180 | 0:03,020 |
| 18                      | 18 | John Watson        | Surtees-Ford         | G     | 1:37,960 | 0:00,090 | 0:03,110 |
| 19                      | 27 | Mario Andretti     | Parnelli-Ford        | G     | 1:37,970 | 0:00,010 | 0:03,120 |
| 20                      | 28 | Mark Donohue       | March-Ford           | G     | 1:38,190 | 0:00,220 | 0:03,340 |
| 21                      | 29 | Lella Lombardi     | March-Ford           | G     | 1:38,430 | 0:00,240 | 0:03,580 |
| 22                      | 6  | Brian Henton       | Lotus-Ford           | G     | 1:38,720 | 0:00,290 | 0:03,870 |
| 23                      | 31 | Chris Amon         | Ensign-Ford          | G     | 1:38,750 | 0:00,030 | 0:03,900 |
| 24                      | 14 | Bob Evans          | BRM                  | G     | 1:39,530 | 0:00,780 | 0:04,680 |
| 25                      | 22 | Rolf Stommelen     | Hill-Ford            | G     | 1:39,560 | 0:00,030 | 0:04,710 |
| 26                      | 32 | Harald Ertl        | Hesketh-Ford         | G     | 1:40,720 | 0:01,160 | 0:05,870 |
| 27                      | 33 | Roelof Wunderink   | Ensign-Ford          | G     | 1:42,580 | 0:01,860 | 0:07,730 |
| 28                      | 20 | Jo Vonlanthen      | Williams-Ford        | G     | 1:42,800 | 0:00,220 | 0:07,950 |
| Nie zakwalifikowali się |    |                    |                      |       |          |          |          |
| 29                      | 35 | Tony Trimmer       | Maki-Ford            | G     | 1:44,880 | 0:02,300 | 0:10,030 |
| 30                      | 30 | Wilson Fittipaldi  | Fittipaldi-Ford      | G     | -        | -        | -        |
| P                       | Nr | Kierowca           | Konstruktor(-silnik) | Opony | Czas     | Odstęp   | Strata   |

### Wyścig
| P                                                     | Nr | Kierowca | Konstruktor        | Opony         | Okr. | Czas / Strata | Komentarz              |               |
| ----------------------------------------------------- | -- | -------- | ------------------ | ------------- | ---- | ------------- | ---------------------- | ------------- |
| 1                                                     |    | 9        | Vittorio Brambilla | March-Ford    | G    | 29            | 0h57m56s690            |               |
| 2                                                     |    | 24       | James Hunt         | Hesketh-Ford  | G    | 29            | 0h58m23s720(+0:27,030) |               |
| 3                                                     |    | 16       | Tom Pryce          | Shadow-Ford   | G    | 29            | 0h58m31s540(+0:34,850) |               |
| 4                                                     |    | 2        | Jochen Mass        | McLaren-Ford  | G    | 29            | 0h59m09s350(+1:12,660) |               |
| 5                                                     |    | 5        | Ronnie Peterson    | Lotus-Ford    | G    | 29            | 0h59m20s020(+1:23,330) |               |
| 6                                                     |    | 12       | Niki Lauda         | Ferrari       | G    | 29            | 0h59m26s970(+1:30,280) |               |
| 7                                                     |    | 11       | Clay Regazzoni     | Ferrari       | G    | 29            | 0h59m35s760(+1:39,070) |               |
| 8                                                     |    | 3        | Jody Scheckter     | Tyrrell-Ford  | G    | 28            | - 1 okr.               |               |
| 9                                                     |    | 1        | Emerson Fittipaldi | McLaren-Ford  | G    | 28            | - 1 okr.               |               |
| 10                                                    |    | 18       | John Watson        | Surtees-Ford  | G    | 28            | - 1 okr.               |               |
| 11                                                    |    | 4        | Patrick Depailler  | Tyrrell-Ford  | G    | 28            | - 1 okr.               |               |
| 12                                                    |    | 31       | Chris Amon         | Ensign-Ford   | G    | 28            | - 1 okr.               |               |
| 13                                                    |    | 25       | Brett Lunger       | Hesketh-Ford  | G    | 28            | - 1 okr.               |               |
| 14                                                    |    | 7        | Carlos Reutemann   | Brabham-Ford  | G    | 28            | - 1 okr.               |               |
| 15                                                    |    | 23       | Tony Brise         | Hill-Ford     | G    | 28            | - 1 okr.               |               |
| 16                                                    |    | 22       | Rolf Stommelen     | Hill-Ford     | G    | 27            | - 2 okr.               |               |
| 17                                                    |    | 29       | Lella Lombardi     | March-Ford    | G    | 26            | - 3 okr.               |               |
| Niesklasyfikowani                                     |    |          |                    |               |      |               |                        |               |
|                                                       |    | 33       | Roelof Wunderink   | Ensign-Ford   | G    | 25            | - 4 okr.               |               |
|                                                       |    | 32       | Harald Ertl        | Hesketh-Ford  | G    | 23            | - 6 okr.               | elektryka     |
|                                                       |    | 21       | Jacques Laffite    | Williams-Ford | G    | 21            | - 8 okr.               | układ jezdny  |
|                                                       |    | 8        | Carlos Pace        | Brabham-Ford  | G    | 17            | - 12 okr.              | silnik        |
|                                                       |    | 20       | Jo Vonlanthen      | Williams-Ford | G    | 14            | - 15 okr.              | silnik        |
|                                                       |    | 10       | Hans-Joachim Stuck | March-Ford    | G    | 10            | - 19 okr.              | wypadek       |
|                                                       |    | 17       | Jean-Pierre Jarier | Shadow-Ford   | G    | 10            | - 19 okr.              | wtrysk paliwa |
|                                                       |    | 14       | Bob Evans          | BRM           | G    | 2             | - 27 okr.              | silnik        |
|                                                       |    | 27       | Mario Andretti     | Parnelli-Ford | G    | 1             | - 28 okr.              | poślizg       |
| Nie wystartowali / niedopuszczeni do ponownego startu |    |          |                    |               |      |               |                        |               |
|                                                       |    | 28       | Mark Donohue       | March-Ford    | G    | 0             | - 29 okr.              | wypadek       |
|                                                       |    | 6        | Brian Henton       | Lotus-Ford    | G    | 0             | - 29 okr.              | wypadek       |
| P                                                     | Nr | Kierowca | Konstruktor        | Opony         | Okr. | Czas / Strata | Komentarz              |               |

### Najszybsze okrążenie
| Nr | Kierowca           | Konstruktor | Opony | Czas     | Okr. |
| -- | ------------------ | ----------- | ----- | -------- | ---- |
| 9  | Vittorio Brambilla | March-Ford  | G     | 1:53,900 |      |